# Elbasan Arena
Die Elbasan Arena ist ein Fußballstadion mit Leichtathletikanlage in der albanischen Stadt Elbasan. Es wird zudem von diversen Fußballklubs genutzt: vom AF Elbasani, als er noch erst- oder zweitklassig spielte, 2021/22 vom FK Partizani Tirana und von anderen Clubs für internationale Begegnungen. Bis zur Fertigstellung des Air Albania Stadium trug die albanische Fußballnationalmannschaft ihre Heimspiele auch in der Arena aus. Mit 12.800 Sitzplätzen ist es das fünftgrößte Stadion in Albanien. Das Stadion liegt am östlichen Rand der Innenstadt von Elbasan in der Verlängerung des Hauptboulevards. Bis zum Umbau 2014 wurde es Ruzhdi-Bizhuta-Stadion (albanisch Stadiumi Ruzhdi Bizhuta) genannt.
Im Sommer 2016 war es eines von zwei Stadien in Albanien, das über eine Kunststoffbahn für Leichtathletikwettkämpfe verfügte.

## Geschichte

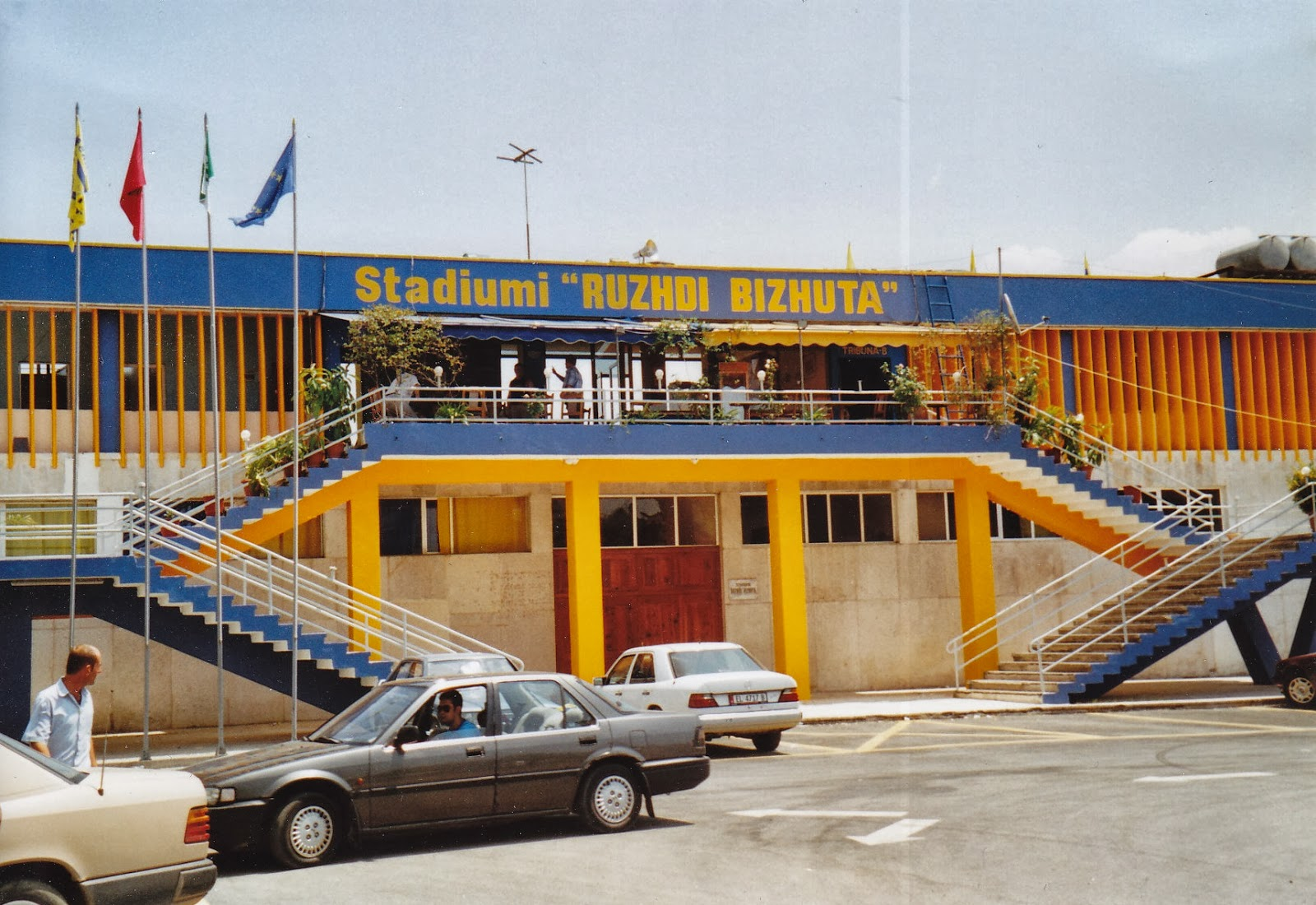
Altes Stadion

Das Stadion wurde in den 1960er Jahren erbaut und 1967 eröffnet. Benannt war es nach dem Fußballspieler Ruzhdi Bizhuta (1920–1970), der in den Jahren 1946 und 1947 für Bashkimi Elbasanas, wie der lokale Klub damals hieß, und 1946 für die albanische Fußballnationalmannschaft spielte. Im ersten Spiel der albanischen Fußballnationalmannschaft – die Albaner gewannen in Shkodra 5:0 gegen eine montenegrinische Auswahl – erzielte er das zweite Tor, nachdem Qamil Teliti bereits in der 29. Minute den Führungstreffer geschossen hatte.
Im Jahr 2014 wurde das Stadion aufwändig erneuert, da Albanien kein Stadion hatte, das den Anforderungen der UEFA für internationale Spiele genügte. Das Stadion, dessen Infrastruktur und Fassade komplett erneuert wurde, wurde am 8. Oktober mit einem Festakt und Freundschaftsspiel zwischen der Nationalmannschaft und einer Jugendmannschaft aus Elbasan eingeweiht. Am 11. Oktober traf die albanische Nationalmannschaft im neuen Stadion auf Dänemark und spielte 1:1 unentschieden.

## Stadion für internationale Spiele
Im Januar 2014 wurde bekanntgegeben, dass im Ruzhdi-Bizhuta-Stadion die Spiele der Nationalmannschaft ausgetragen werden, während das Qemal-Stafa-Stadion, das Nationalstadion in der Hauptstadt Tirana, abgerissen und neu erbaut werden soll. Hierfür wurde das Ruzhdi-Bizhuta-Stadion für etwa 5,5 Millionen Euro renoviert, womit das Stadion die bis dahin größte Investition in den albanischen Fußball darstellte.
Die Kosten, die ursprünglich ein Drittel weniger sein sollten, wurden zu einem Teil vom albanischen Fußballverband Federata Shqiptare e Futbollit, von der Stadt Elbasan und im Wesentlichen von der albanischen Regierung getragen. Die Renovierung begann im Februar 2014; die Arbeiten umfassen eine neue, farbenfrohe Fassade, die Erneuerung der Garderoben für Spieler und Offizielle, den Einbau von Plastiksitzen in Rot und Schwarz, die Einrichtung eines Konferenzsaals, eines Zugang für Notfallfahrzeuge zum Spielfeld sowie eines Sitzbereichs für 400 Ehrengäste und 100 Journalisten, Ersatz der Flutlichter und den Einbau elektronischer Anzeigetafeln sowie eines elektronischen Ticketsystems, um den Anforderungen der UEFA an Stadien für internationale Spiele zu genügen.
In Elbasan wurden alle vier Heimspiele Albaniens während der Qualifikation zur Europameisterschaft 2016 ausgetragen. Die ersten drei Spiele der Qualifikation zur Weltmeisterschaft 2018 fanden in Shkodra im frisch restaurierten Loro-Boriçi-Stadion statt. Für internationale Partien nutzte auch der KF Skënderbeu Korça das Stadion, so in der Saison 2015/16 im Rahmen der UEFA Champions League gegen FC Milsami, Dinamo Zagreb, Beşiktaş Istanbul, Sporting Lissabon und Lokomotive Moskau sowie Dinamo Zagreb in der UEFA Europa League 2017/18.
Im November 2019 wurde in Tirana das neue Air Albania Stadium eröffnet. Die Elbasan Arena wird weiterhin gelegentlich für Länderspiele genutzt, meist gegen „kleine“, weniger publikumsträchtige Gegner wie San Marino bei der Qualifikation für die Weltmeisterschaft 2022.